# Policía Federal (Alemania)
La Policía Federal (en alemán: Bundespolizei, abreviado BPOL) es la fuerza de policía nacional de la República Federal de Alemania. Está subordinada al Ministerio Federal del Interior (Bundesministerium des Innern). Las policías ordinarias caen bajo la administración de los estados individuales alemanes (Bundesländer) y son conocidas como las Landespolizei. La Bundespolizei fue antes conocida como la Bundesgrenzschutz (BGS, traducible como "Guardia Fronteriza Federal") hasta el 1 de julio de 2005, cuando fue decretada la ley que renombra la BGS como la BPOL. Antes de 1994 los miembros de la BPOL tenían carácter militar.

## Historia
En 1951 el gobierno alemán estableció una Fuerza de Protección Fronteriza Federal (Bundesgrenzschutz o BGS) 
formado de 10 000 hombres bajo la jurisdicción del Ministerio del Interior Federal. El BGS fue descrito como una policía móvil, ligeramente armada para la seguridad fronteriza e interna, a pesar de los miedos a que esto fuese el núcleo de un nuevo ejército de Alemania Occidental. Irónicamente, cuando Alemania Occidental levantó realmente un ejército, al personal del BGS se le dio la opción de permaner en el BGS o unirse al ejército. La mayoría decidido afiliarse al ejército.
En 1953, el BGS tomó el control del Servicio alemán de Control de Pasaportes. En 1976, los grados de policía estatales sustituyeron la estructura de origen militar y la formación del BGS fue modificada para emparejar estrechamente aquella de las policías estatales (Landespolizei). La Policía de Ferrocarriles de Alemania Occidental (Bahnpolizei), antes una fuerza independiente, y la Transportpolizei de la Alemania oriental (RDA) fue reestructurada bajo el BGS en 1990. En el julio de 2005, el BGS fue renombrado como Bundespolizei o BPOL (Policía Federal) para reflejar su transición a una agencia de policía multifacética. El cambio también implicó el cambio a uniformes azules y pintura para vehículos y helicópteros.

## Misiones

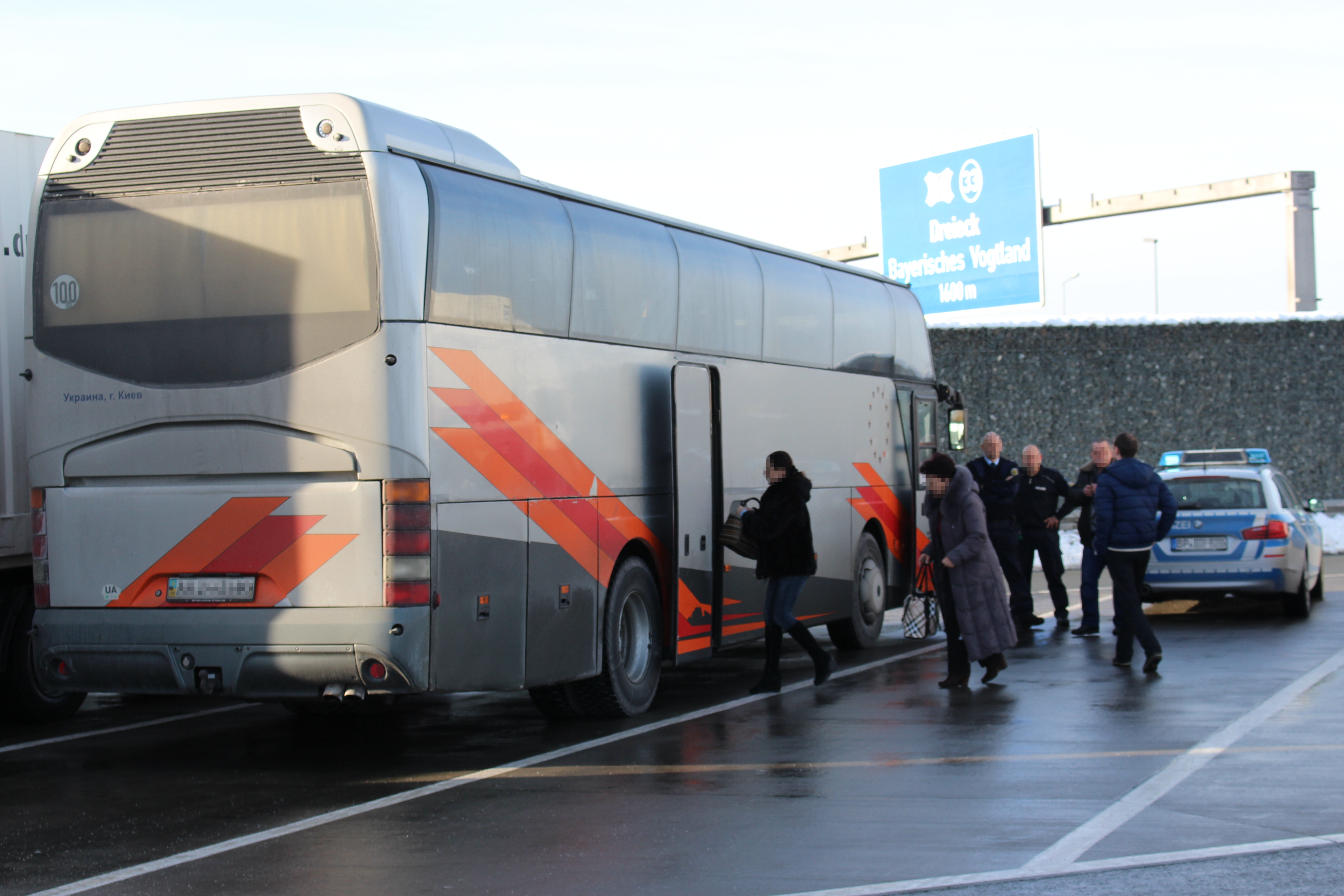
Policía Federal: Seguridad fronteriza contra el contrabando de drogas

- Seguridad fronteriza, (Grenzpolizei o Grepo) para incluir control de pasaportes y la provisión de servicios de guardacostas a lo largo de las costas de 2389 kilómetros[1] de Alemania.

- Protección de edificios federales y embajadas extranjeras en la capital federal Berlín y la antigua capital Federal (hasta octubre de 1990) Bonn; también protegen los dos tribunales alemanes más altos: el Tribunal Constitucional Federal de Alemania (Bundesverfassungsgericht) y la Corte Suprema Federal de Alemania (Bundesgerichtshof) en Karlsruhe.

- Proveer de fuerza de respuesta móvil al gobierno federal ante acontecimientos de seguridad internos,

- Proporcionar seguridad de transporte en aeropuertos internacionales y en los ferrocarriles alemanes

- Proporcionar fuerzas contraterroristas (GSG 9).

- Proporcionar mariscales del aire (o cielo).

- Apoyo a misiones de policía internacionales para las Naciones Unidas y Unión Europea en Kosovo, Sudán, Liberia, Afganistán, Gaza, Moldavia y Georgia.

- Consejero de documentos para líneas aéreas alrededor del mundo

- Seguridad interior para embajadas alemanas en varios países

Esta es una de las varias organizaciones civiles que proporcionan servicio de rescate en helicóptero.
La Bundespolizei también puede ser usada para reforzar la policía estatal de ser solicitada por un el gobierno de un estado (Land). El BPOL mantiene estas fuerzas de reserva para tratar con demostraciones principales, perturbaciones o emergencias para complementar las capacidades de las Unidades Estatales de Apoyo Operacional. Varias unidades muy entrenadas están disponibles para situaciones de crisis que requieren coches blindados, cañones de agua u otro equipo especial.
El BPOL tiene investigadores que realizan investigaciones criminales sólo dentro de su jurisdicción; por otra parte los casos son mandados a la policía estatal apropiada o a la agencia investigadora criminal federal, la Policía Criminal Federal (Bundeskriminalamt, BKA).

## Reputación

En general, la BPOL tiene una reputación positiva entre los ciudadanos alemanes. Es percibida como una fuente de seguridad y como una organización bien entrenada, profesional. El hecho que la Bundespolizei no realice tareas de policía normales como la imposición de multas por exceso de velocidad, podría contribuir a esta percepción. Su unidad contraterrorista, GSG 9, es conocida.
Sin embargo, las manifestaciones políticas que devinieron en choques violentos con la policía (policía estatal y federal) durante reuniones en el pasado, con la mayor probabilidad se ven de una forma diferente.

## Fortaleza
La Bundespolizei consiste en un personal de alrededor de 40 000 efectivos:
- 30 000 son policías totalmente entrenados.
- 21 000 proporcionan seguridad en fronteras, ferrocarriles y aviación,
- 6000 sirven en la Policía de Alerta.
- 3000 sirven en unidades especiales como la Central para Comunicaciones e Información, el GSG9 y el Ala de Aviación.
- 10 000 personal de apoyo (desarmado) civil asalariado.
- 6800 funcionarios que realizan servicios administrativos y de apoyo.
- 2000 inspectores de Inmigración que realizan el deber operacional manejando la protección fronteriza y asuntos de inmigración y controles de pasajeros de vuelo.

La oficina central de la Bundespolizei está en Potsdam. Una dirección especial en Coblenza (BPOL-Direktion) es responsable de la colección y análisis de inteligencia, el desarrollo de doctrinas, la coordinación de operaciones BPOL, y para la cooperación internacional. La escuela central para la formación profesional y avanzada se localiza en Lübeck y cada región BPOL tiene su propia escuela de entrenamiento básico. Sin embargo, el Ministerio del Interior Alemán examina la estructura del BPOL y algún día en 2007 se hará un anuncio probablemente, revelando proyectos de hacer la estructura leaner y conseguir más oficiales de oficinas y de patrulla.
5 Órdenes Regionales 
- Norte - Bad Bramstedt
- Este - Berlín
- Central - Fuldatal
- Sur - Múnich

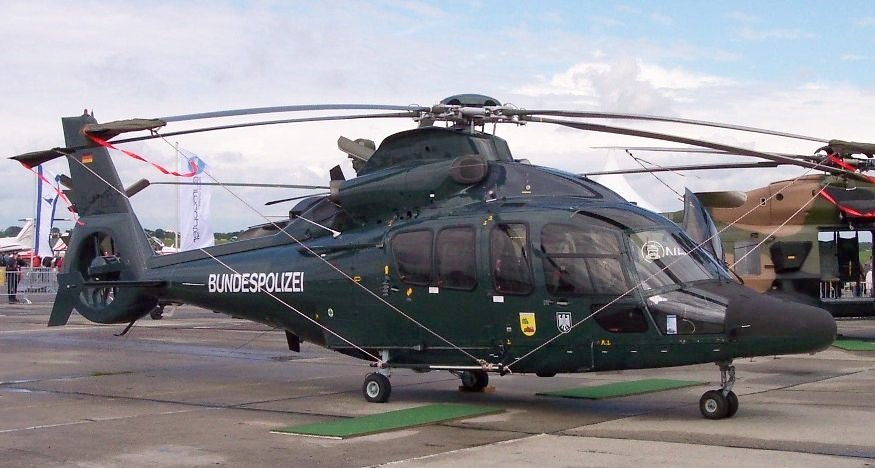
Eurocopter EC 155

- Oeste - Sankt Augustin (cerca de Bonn)

128 Cuerpos de inspectores incluso. 
- 82 Cuerpos de inspectores Regionales.
- 19 Cuerpos de inspectores de Aeropuerto.
- 18 Cuerpos de inspectores de Investigación Criminal.
- 5 Cuerpos de inspectores de Protección.
- 3 Cuerpos de policía de inspectores de Aguas con 40 patrullas y helicópteros.
- 1 Cuerpo de inspectores de Operaciones Especiales.

También existen las unidades especiales siguientes:
- BPOL Servicio de Vuelo - opera con helicópteros.
- GSG9 - Grupo Contraterrorista.
- Información de BPOL y Centro de Comunicaciones.
- 11 Unidades Móviles - clasificada como compañía, situadas en cuarteles.